# Louis Chaillot
Louis Chaillot (n. 2 martie 1914, Chaumont, Champagne-Ardenne, Franța – d. 28 ianuarie 1998, Aubenas, Rhône-Alpes, Franța) a fost un ciclist francez, medaliat olimpic. A participat la 2 ediții ale Jocurilor Olimpice (1932, 1936) în care a câștigat o medalie de aur.